# Nura (stacja kolejowa)
Nura (kaz. Нұра; ros. Нура) – stacja kolejowa w miejscowości Gabidien Mustafin kienti, w rejonie Bukar Żyrau, w obwodzie karagandyjskim, w Kazachstanie. Położona jest na linii Astana – Szu, na trasie Nowego Jedwabnego Szlaku.
Od stacji odchodzi bocznica obsługująca pobliskie kopalnie węgla.

## Historia
W okresie terroru stalinowskiego była to jedna ze stacji końcowych pociągów z osobami deportowanymi w głąb Związku Sowieckiego. M.in. po wybuchu wojny niemiecko-sowieckiej w 1941 przybywały tu transporty z Niemcami mieszkającymi w Moskwie i obwodzie moskiewskim. Wśród nich był m.in. niemiecki komunista Heinrich Vogeler.